# Mabel Farías
Mabel Alicia Farías Muñoz (Santiago, 19 de agosto de 1955) es una actriz y académica chilena, con trayectoria en teatro, televisión, radio, docencia y coaching ontológica.

## Biografía
Estudió en la Escuela de Teatro de la Universidad de Chile entre 1977 y 1981. En 1986 obtuvo el grado de Licenciada en Artes con Mención en Actuación en la Universidad de Chile. Mientras estudiaba, Farías perteneció a la Compañía del Departamento de Artes de la Representación, DAR, junto a sus compañeros generacionales como Aldo Parodi, Maricarmen Arrigorriaga, Willy Semler, María Izquierdo, Fedora Kliwadenko, Roxana Campos y Alejandro Goic.
Farías tenía 24 años y una hija recién nacida cuando el dramaturgo y director Óscar Stuardo Vilú (1927-1998) le regaló una obra escrita para ser protagonizada exclusivamente por ella. Pero esa no fue la única cláusula que le impuso quien fuera su maestro de actuación en la escuela de teatro de la Universidad de Chile: El encuentro de Irene, sólo podía ser estrenada una vez que ella cumpliera la edad de 40 años. En 2002 protagonizó la obra en el Teatro Sala Antonio Varas de la universidad y recibió aclamadas críticas. Por su interpretación recibió el Premio Altazor de las Artes Nacionales a la Mejor actriz de teatro y se consolidó como una de las mejores actrices de la temporada.
En 1980 participó en la Operación Chancho, de Mónica Echeverría, una manifestación artística contra el dictador Augusto Pinochet, realizado en Paseo Ahumada, de Santiago.

## Teatro
- 1978: La Remolienda
- 1978: Antígona, dirigida por Óscar Stuardo
- 1979: Reinas de Francia, dirigida por Óscar Stuardo
- 1979: Nuestro pueblo, dirigida por Patricio Campos
- 1980: Saludos de Berta, dirigida por Óscar Stuardo
- 1980: El holandés, dirigida por Óscar Stuardo
- 1980: Aplausos
- 1982: Mama Rosa, dirigida por Pedro Mortheiru.[5][6]
- 1983: Historias y aplausos
- 1987: El día que me quieras, dirigida por Héctor Noguera.
- 1987: El abanderado, dirigida por Willy Semler.[7]
- 1989: La Chunga, dirigida por Bastián Bodenhöfer.[8]
- 1992: Viejos tiempos
- 1992: Mujeres teatro bar
- 1993: El gran teatro del mundo, dirigida por Willy Semler.[9]
- 1995: Separadas
- 1996: El seductor, dirigida por Alejandro Goic.
- 1997: Escandalo teatro bar, dirigida por ella misma.[10]
- 1998: Loco Elizalde, dirigida por Horacio Videla.[11]
- 1999: Electra, dirigida por Pedro Vicuña.
- 1999: Héctor en el horno, dirigida por Fernando Cuadra.[12]
- 2000: Baal Arrabal, dirigida por Remigio Remedy.[13]
- 2001: El censor, dirigida por Luis Ureta.
- 2001: El encuentro de Irene, dirigida por Aldo Parodi.[14]
- 2005: Stuardo & Lihn: cara a cara, dirigida por ella misma.[15]
- 2008: Pánico escénico, dirigida por Heidrun Breier.[16]
- 2011: El toro por las astas, dirigida por Alejandro Goic.[17]
- 2014: Coronación, dirigida por Alejandro Castillo.[18]

## Televisión

### Teleseries
| \| Año \| Título \| Papel \| Ref. \| \| --------- \| ------------------------ \| ----------------------- \| ------------- \| \| 1983 \| La represa \| \| sin acreditar \| \| 1984 \| Los títeres \| \| sin acreditar \| \| 1985 \| La dama del balcón \| Mirka Dravichi \| Reparto \| \| 1985 \| Marta a las ocho \| Rosita Lara \| 6 episodios \| \| 1985 \| Morir de amor \| Cristina "Tina" Cardoso \| Reparto \| \| 1986 \| Secreto de familia \| Mercedes "Meche" \| Reparto \| \| 1988 \| Semidiós \| Raquel \| Reparto \| \| 1989 \| A la sombra del ángel \| Pilar \| Reparto \| \| 1990 \| El milagro de vivir \| Luisa \| sin acreditar \| \| 1992 \| Trampas y caretas \| Sandra Díaz \| Reparto \| \| 1993 \| Jaque mate \| Antonieta Jorquera \| 5 episodios \| \| 1993 \| Doble juego \| Ernestina \| Reparto \| \| 1994 \| Rompecorazón \| Olga Salazar \| Reparto \| \| 1996 \| Sucupira \| Gloria Silva \| \| \| 1997 \| Oro verde \| Yesenia Laurent \| 4 episodios \| \| 1997 \| Playa salvaje \| Diana Valenzuela \| Reparto \| \| 2004 \| Hippie \| Teresa Ríos \| Reparto \| \| 2006 \| Entre medias \| Inés \| 5 episodios \| \| 2009 \| Corazón rebelde \| Carla Salazar \| 2 episodios \| \| 2010 \| Primera dama \| Leonor Fernández \| 3 episodios \| \| 2013 \| Soltera otra vez 2 \| Pilar \| 2 episodios \| \| 2014 \| Las 2 Carolinas \| Carmen Díaz \| \| \| 2014 \| No abras la puerta \| Alicia Vial \| 1 episodio \| \| 2016 \| 20añero a los 40 \| Jael Jorquera \| 7 episodios \| \| 2017-2018 \| Perdona nuestros pecados \| Fresia Toro[19] \| Reparto \| \| 2018-2019 \| Isla Paraíso \| Gustava Rioseco[20][21] \| Reparto \| \| 2019-2020 \| Yo soy Lorenzo \| Margarita Jaramillo[22] \| Reparto \| \| 2021 \| Verdades ocultas \| Eliana Zapata[23] \| Antagonista \| \| 2021-2022 \| Pobre novio \| Norma Silva \| Invitada \| \| 2022 \| La ley de Baltazar \| Rosa Zúñiga \| Reparto \| |                          |                         |               |
| Año | Título                   | Papel                   | Ref.          |
| 1983 | La represa               |                         | sin acreditar |
| 1984 | Los títeres              |                         | sin acreditar |
| 1985 | La dama del balcón       | Mirka Dravichi          | Reparto       |
| 1985 | Marta a las ocho         | Rosita Lara             | 6 episodios   |
| 1985 | Morir de amor            | Cristina "Tina" Cardoso | Reparto       |
| 1986 | Secreto de familia       | Mercedes "Meche"        | Reparto       |
| 1988 | Semidiós                 | Raquel                  | Reparto       |
| 1989 | A la sombra del ángel    | Pilar                   | Reparto       |
| 1990 | El milagro de vivir      | Luisa                   | sin acreditar |
| 1992 | Trampas y caretas        | Sandra Díaz             | Reparto       |
| 1993 | Jaque mate               | Antonieta Jorquera      | 5 episodios   |
| 1993 | Doble juego              | Ernestina               | Reparto       |
| 1994 | Rompecorazón             | Olga Salazar            | Reparto       |
| 1996 | Sucupira                 | Gloria Silva            |               |
| 1997 | Oro verde                | Yesenia Laurent         | 4 episodios   |
| 1997 | Playa salvaje            | Diana Valenzuela        | Reparto       |
| 2004 | Hippie                   | Teresa Ríos             | Reparto       |
| 2006 | Entre medias             | Inés                    | 5 episodios   |
| 2009 | Corazón rebelde          | Carla Salazar           | 2 episodios   |
| 2010 | Primera dama             | Leonor Fernández        | 3 episodios   |
| 2013 | Soltera otra vez 2       | Pilar                   | 2 episodios   |
| 2014 | Las 2 Carolinas          | Carmen Díaz             |               |
| 2014 | No abras la puerta       | Alicia Vial             | 1 episodio    |
| 2016 | 20añero a los 40         | Jael Jorquera           | 7 episodios   |
| 2017-2018 | Perdona nuestros pecados | Fresia Toro             | Reparto       |
| 2018-2019 | Isla Paraíso             | Gustava Rioseco         | Reparto       |
| 2019-2020 | Yo soy Lorenzo           | Margarita Jaramillo     | Reparto       |
| 2021 | Verdades ocultas         | Eliana Zapata           | Antagonista   |
| 2021-2022 | Pobre novio              | Norma Silva             | Invitada      |
| 2022 | La ley de Baltazar       | Rosa Zúñiga             | Reparto       |

### Series y miniseries
| Año       | Título                     | Papel                     | Ref.                               |
| --------- | -------------------------- | ------------------------- | ---------------------------------- |
| 1987      | La Quintrala               | Juanilla                  | Reparto                            |
| 1989      | Teresa de los Andes        | Madre Izquierdo           | Reparto                            |
| 1990      | Crónica de un hombre santo | Clota                     |                                    |
| 1991      | Las cosas de cada día      |                           | Papel principal.                   |
| 2001-2010 | El día menos pensado       | Graciela / Maruja Hartley | 2 episodios                        |
| 2007      | Historias de Eva           |                           | 1 episodio                         |
| 2017      | Vidas en riesgo            | Carmen                    | Episodio: ¿?                       |
| 2020      | La Jauría                  | Juana González            | Episodio: El juego no ha terminado |

## Cortometrajes
| Año  | Título                 | Papel  | Director                | Ref.   |
| ---- | ---------------------- | ------ | ----------------------- | ------ |
| 1982 | Los deseos concebidos  |        | Cristián Sánchez        |        |
| 2002 | Pirómanos              |        | Ricardo Carrasco        |        |
| 2003 | Un regalo para el alma | Aurora | Patricio Espinoza Aibar | [ 24 ] |
| 2019 | Allegados              |        | Ernesto Garratt         |        |

## Premios y reconocimientos

### Premios
| Año  | Premio         | Categoría                          | Trabajo               | Resultado |
| ---- | -------------- | ---------------------------------- | --------------------- | --------- |
| 2002 | Premio Altazor | Mejor actriz de teatro             | El encuentro de Irene | Ganadora  |
| 2019 | Premio Marés   | Mejor actriz de soporte en comedia | Yo soy Lorenzo        | Nominada  |